# Станіслав Бейдо Жевуський
Станіслав Бейдо Жевуський (пол. Stanisław Beydo Rzewuski; бл. 1600 — 1668) — державний діяч, урядник Речі Посполитої.

## Життєпис
Походив зі староруського шляхетського роду Жевуських гербу Кривда. Син Криштофа Жевуського, дідича села Довжок в Подільському воєводстві. Народився близько 1600 року.
У 1629 році стає писарем гродським м. Жидачів. У 1638 році призначається підстаростою жидачівським. Того ж року стає скарбником галицьким (до 1641 року). 1631 року одружується з Анною, представницею роду Чернейовських гербу Корчак, що походив з руського галицького боярства, і отримує в посаг за дружиною місто Розділ і село Крупське. 1639 року отримав уряд вінницького підстарости (до 1647 року).
У 1640 році обирається від руського воєводства депутатом Коронного трибуналу. 1641 року стає підстолієм брацлавським (до 1652 року). 1642 року Жевуського обрано шляхтою Руського воєводства на екстраординарний сейм. Того ж року вдруге обирається послом Коронного трибуналу — від Брацлавського воєводства, а у 1645 році — втретє, тепер від Руського воєводства.
У 1653 року стає львівським земським писарем. Того ж року обирається послом сеймику Львівської землі. У 1655 року стає львівським земським суддею. Того ж року помирає дружина Жевуського. Сам Станіслав Жевуський помер на посаді львівського земського судді у 1668 році.
Станіслав Жевуський з дружиною були фундаторами монастиря кармелітів в Роздолі.

## Родина
Дружина (з 1631) — Анна Чернейовська (Чернеєвська) гербу Корчак (пом. 4 вересня 1655).
Діти:
- Ян, львівський підчаший
- Францішек Казимир (д/н—1683), подільський стольник
- Михайло Флоріан (д/н—1687), надвірний коронний підскарбій
- Анна, дружина Ілжицького, мозирського підкоморія
- Катерина, дружина Францішка Ґумовського.